# 科西嘉人
科西嘉人（科西嘉语、意大利语、利古里亚语：Corsi）是主要分布在法國科西嘉島上的民族，總人口約32萬人（2013年），使用科西嘉語，主要信仰天主教。

## 民族分佈、人口與語言
| 科西嘉人口 (2011 人口調查)                                                                            | 科西嘉人口 (2011 人口調查) | 科西嘉人口 (2011 人口調查) | 科西嘉人口 (2011 人口調查) | 科西嘉人口 (2011 人口調查) |
| --- | -------------------------- | -------------------------- | -------------------------- | -------------------------- |
| 科西嘉島的居民出生地                                                                                  | 科西嘉島的居民出生地       |                            | 人口比例                   | 人口比例                   |
| 科西嘉島                                                                                              | 科西嘉島                   |                            | 56.3%                      | 56.3%                      |
| 法國內陸                                                                                              | 法國內陸                   |                            | 28.6%                      | 28.6%                      |
| 海外法國                                                                                              | 海外法國                   |                            | 0.3%                       | 0.3%                       |
| 出生在國外的法國公民¹                                                                                 | 出生在國外的法國公民¹      |                            | 5.0%                       | 5.0%                       |
| 移民者²                                                                                               | 移民者²                    |                            | 9.8%                       | 9.8%                       |
| 引用: ¹尤其指的是定居在科西嘉島上的黑腳。 ²移民是由法國出生的定義在國外的人，出生時沒有擁有法國國籍。 |                            |                            |                            |                            |

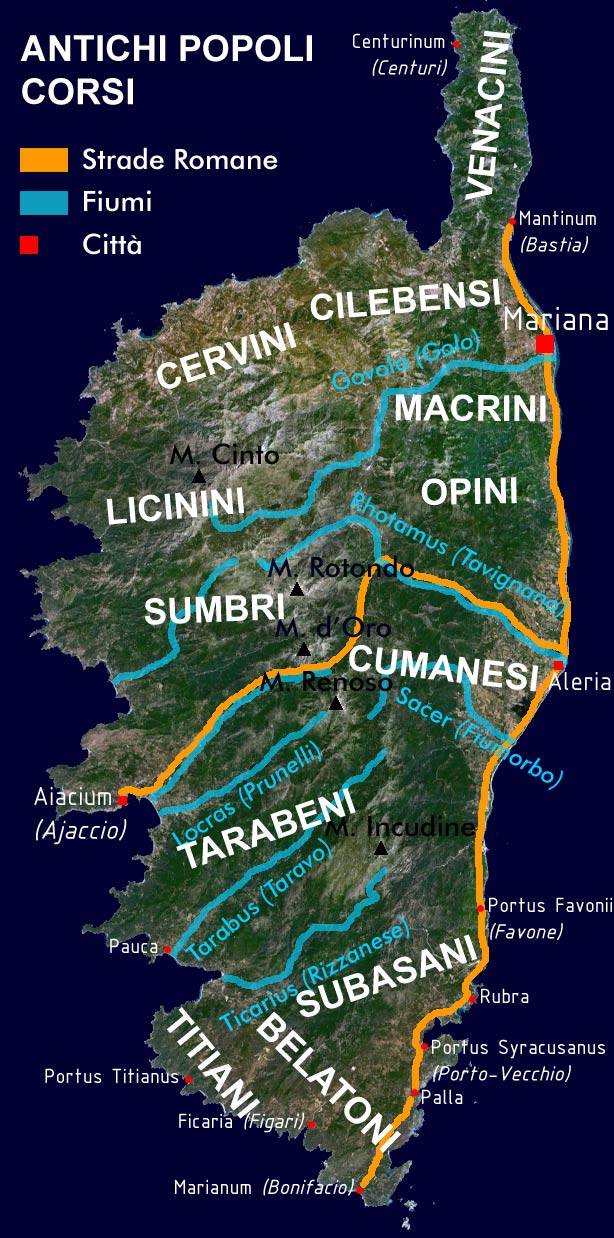
科西嘉古部落

科西嘉島有322120人口（2013年1月估計）。
在2011年的人口普查，科西嘉島居民的56.3％是科西嘉島的當地人，28.6％是法國內陸科西嘉的人，0.3％為海外法國的科西嘉人，和14.8％的是國外的科西嘉人。
大多數在科西嘉島的外國移民來自馬格里布（尤其是摩洛哥人，佔科西嘉島的所有移民的33.5％）、南歐（尤其是葡萄牙語，佔所有移民的22.7％，和意大利人，佔13.7％）。

### 科西嘉的僑民
在19世紀和20世紀的第一階段，大量的科西嘉人離開了小島的法國本土或國外。在19世紀，移民最喜歡的目的地是法國殖民地和南美洲（詳情請參閱科西嘉移民到波多黎各 （页面存档备份，存于）和科西嘉島移民到委內瑞拉 （页面存档备份，存于））。隨後，20世紀20年代和50年代之間，主要目的地成為法國（主要是馬賽，今天被認為是“世界上第一個科西嘉城”，大約20萬人左右）。這種移民的原因是各種各樣的，貧困的主要原因是法國對商品出口的限制的政策，第二次工業革命和農業危機都損害到科西嘉的經濟。後來，這些大規模的離開加劇了第一次世界大戰在島上的損害。今天，世界上科西嘉僑民估計為約150萬人（在法國內陸的科西嘉人約80萬）。

## 歷史沿革

### 民族起源
科西嘉人最初是從科西嘉島，以一個叫羅馬人科西部落的名字來命名。科西，最早居住在撒丁島東北部，被認為是一個古老的文明Nuragic的主要民族，也是Torrean文明。
科西的種族和語言的歸屬現在還尚未完全知道，他們可能與Balares和撒丁島的Ilienses土著部落相關;他們可能也與Aquitanians，伊比利亞或伊特魯里亞有所關聯。他們也可能與鄰近的島嶼Ilva（現在的厄爾巴島）為Ligures的部落一部分，並且他們的口語老利古里亞語言也有相關。
科西部落的起源和現代的科西嘉人還需要進一步研究，此研究是要強調這兩者的關聯性。但似乎大多數現代科西嘉都是這些古老部落和民族的後代。
科西是由這幾個居住在科西嘉島上的部落所組成的:Belatones（Belatoni）， Cervini，Cilebenses（Cilibensi），Cumanenses（Cumanesi），Licinini，Macrini，Opini，Subasani，Sumbri，Tarabeni，Titiani，Venacini：。
在撒丁島的最東北部，有部落也叫作科西，他們住在撒丁島的最東北端; Lestricones / Lestrigones（Lestriconi / Lestrigoni）; Longonenses（Longonensi）; Tibulati，他們住在撒丁島的最北端，靠近古城Tibula和科西。
其他像人民伊特魯里亞人，希臘人，羅馬人，迦太基人，在歷史中去到科西嘉島，也有一些現代科西嘉的祖先。

### 歷史影響
在公元前1000年紀相繼受到腓尼基人﹑迦太基人和希臘人的影響。公元前3世紀羅馬帝國統治該島後﹐居民逐漸羅馬化﹐接受了拉丁語。羅馬帝國崩潰後一度臣屬拜佔廷帝國﹐並先後有汪達爾人﹑哥特人﹑倫巴德人﹑法蘭克人等日耳曼部落入侵。8世紀以後的400年間﹐又不斷遭到阿拉伯人的侵襲。11～18世紀先後為義大利的比薩和熱那亞二城市所統治。1768年熱那亞將科西嘉島割讓給法國。科西嘉人雖反抗法國統治，但法國仍於1769年控制全境。法國大革命中﹐科西嘉與法國的關係日益密切。該島於1794年被英國佔領﹐1796年回歸法國。

## 社會、家庭與婚姻

### 家庭
家庭是科西嘉人的基本社會單位。個人在許多方面是附屬於家庭的，強烈意識的個人主義在這種文化下是針對於履行家庭角色和責任。父親或長子的權威有名無實，然而年老的女人握有在她的兒子和女兒女婿之上的權力。家族的標誌是房子，信任和保密的地方。

### 婚姻
傳統上，婚姻是家庭所安排的，新郎新娘通常配偶的選擇很少或根本沒有發言權。父母的同意，可以由各種謀略規避：情侶可以幾天一起私奔，從而影響女生的（和她的家人的）榮譽和迫使父母從婚姻和仇殺之間進行選擇;或夫妻可以公開宣布他們打算結婚，讓社會來判斷是否要制裁他們;或者男性可能會試圖透過誘拐一不願年輕女子強制婚姻。這些選擇有很大的風險，如果不成功則會牽連到雙方家庭的仇殺。村內通婚是首選。通常都是居住在父方家庭，未婚成年人平時就與兄弟姐妹同住。

### 繼承
傳統上，原則是，女人和男人從他們的原生家庭接受嫁妝和繼承財富，但這並不是一個嚴格的規則：它是由許多其他因素，包括整個島嶼婚姻狀況和居住來做修改。如今，村裡的財產權，特別是在山區，往往是不分割並共同繼承的，以確保那些願意留在村裡的人將保留家庭財產的使用權。幾代移民後，出售村裡的財產變得不太可能，因為這需要所有的繼承人和他們的後代的同意。

## 產業和生活
主要從事畜牧業(飼養綿羊﹑山羊)﹐以產奶酪著稱﹔兼事農業﹐種植黑麥﹑大麥﹑玉米等﹐沿海種植葡萄﹑柑橘和油橄欖。亦從事漁業和旅遊業。

### 農村傳統節慶
科西嘉島有許多農村市集和慶祝當地特產的節日，這些節日可以感受到科西嘉人民對他們島的熱愛。
A Fiera di U Casgiu in Venaco 5/2 5/3
在Venaco舉辦的農村的乳酪與當地農產品的市集節日
Fiera di U Vinu in Luri 7/11 7/12
來自科西嘉島的居民一同來品嚐葡萄酒，是一個重要的島上的葡萄酒生產商的聚會。

## 藝術與文學
最有名的科西嘉藝術是口頭的歌、誦、即興詩、哀嘆和故事。這些傳統技能已在現代化和移民面對急劇下降，然而在近代持續的復興，部分與新的民族主義情緒結合。

### 舞蹈
在科西嘉島發現有古老起源的兩個舞蹈：caracolu，是婦女的葬禮舞蹈，和Moresca，說明摩爾人和基督徒之間的鬥爭。但是現在，他們不再跳這舞蹈。傳統舞蹈像quatriglia（四對舞）或scuttiscia（蘇格蘭）在過去二十年中有所復興，像是Diana di L'alba and Dopu Cena這個團體記錄音樂和協會教導Tutti in Piazza （页面存档备份，存于）和OchjuàOchju這兩種舞蹈。granitula，螺旋遊行，仍然在耶穌受難日表演。

### 傳統樂器
Cetara是一種四到八雙弦的cittern，起源於托斯卡尼，可以追溯到文藝復興時期，是最具指標性的科西嘉樂器。最重要的傳人是Roland Ferrandi (也是魯特琴彈奏家)
Caramusa- 由木材，皮革和簧片製成的風笛

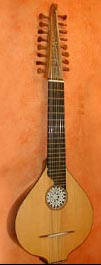
cetara

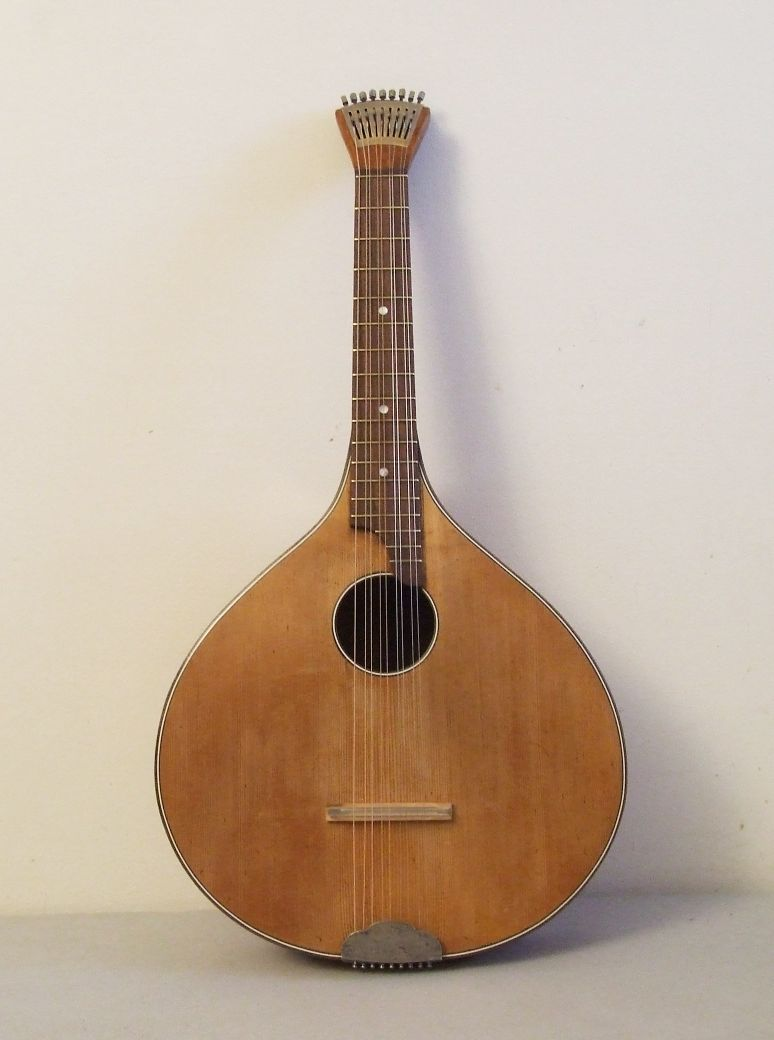
cittern

Cialamedda - 原為簧片樂器，現在有木製的共鳴箱體
Mandulina - 曼陀林
Pirula - 簧片的直笛
Pifana - 用山羊角製成的一種號角樂器
Riberbula - 相似於口簧琴
Sunaglieri - 騾鈴
Timpanu - 三角鐵
Urganettu - 全音階手風琴

## 現況

### 科西嘉民族解放陣線
科西嘉民族解放陣線（科西嘉文：Fronte di Liberazione Naziunale di a Corsica，縮寫：FLNC），是一個主要活動於科西嘉島的軍事組織。他們的行動主要針對法國，以爭取科西嘉島成為獨立國家為最終目的，包括要求法國政府將其被關押的成員移送到科西嘉島服刑等。法國政府視其為恐怖組織。
該組織成立於1976年，至今已製造數以千計的衝突。由於其內部各派有矛盾，內鬥不斷，造成多人死亡，不過近年來已緩和許多，轉而一致對外。在1996年1月的一次新聞發布會上，共有600多武裝人員出席。
常見的行動包括製造爆炸案、搶劫銀行和向商店收取「革命稅」等。他們的目標主要是象徵法國統治的的公共建築、銀行、旅遊設施和軍事設施等。

## 著名人物
- 19世紀，法國皇帝拿破崙的故鄉。
- 艾莉婕·雅科泰（Alizée Jacotey），法國女歌手。